# Atemnus limuensis
Espèce
Atemnus limuensis est une espèce de pseudoscorpions de la famille des Atemnidae.

## Distribution
Cette espèce est endémique de Hainan en Chine.

## Description
Les mâles mesurent de 4,38 à 4,88 mm et les femelles de 5,40 à 6,20 mm.

## Étymologie
Son nom d'espèce, composé de limu et du suffixe latin -ensis, « qui vit dans, qui habite », lui a été donné en référence au lieu de sa découverte, le mont Limu.

## Publication originale
- Hu & Zhang, 2012 : Notes on two species of the genus Atemnus Canestrini (Pseudoscorpiones: Atemnidae) from China. Journal of Threatened Taxa, vol. 4, no 11, p. 3059-3066 (texte intégral).